# Biagio Cavanna
Pour les articles homonymes, voir Cavanna.
Biagio Cavanna, né le 3 juillet 1893 à Novi Ligure et mort le 21 décembre 1961 dans la même ville, est un cycliste italien, d'abord coureur cycliste sur piste puis masseur de sportifs et formateur de cyclistes.
Il est notamment connu pour être le « découvreur » de Fausto Coppi.

## Carrière
Très sportif, il pratique la boxe puis le cyclisme. En 1936, au cours des Six Jours de Dortmund (une épreuve de cyclisme sur piste), il ressent les premiers symptômes de ce qui conduira à sa cécité totale.
Piero Mazzoleni avait par ailleurs fondé, en 1923, la Société Italienne des Oxydes de Fer (SIOF) et lui associe, dans les années 1930, une école de cyclisme dont Biagio Cavanna prend la responsabilité. Celle-ci lui permet de découvrir Fausto Coppi, mais également Costante Girardengo et Learco Guerra.
Le décès de Coppi, en 1960, le plonge dans une profonde tristesse et lui fait cesser toute activité.